# Страхил Каваленов
Страхил Каваленов е български католически духовник и XXVI никополски епископ.

## Биография
Страхил Веселинов Каваленов е роден на 25 март 1966 г. в село Разград, област Монтана, но е израснал в София. Завършва НГДЕК „Св. Константин Кирил Философ“ и история в Софийския университет. Започва духовното си обучение в Папската богословска академия в Краков, Полша. След това учи и се дипломира в Папския латерански университет в Рим.
След завръщането си в България, на 18 април 2009 г., Страхил Каваленов е ръкоположен за свещеник от Никополския епископ Петко Христов в Белене в присъствието на монс. Януш Болонек, папски нунций и Софийско-пловдивския епископ Георги Йовчев. След това е назначен за енорийски свещеник в енорията „Блажена Дева Мария на Броеницата“ във Велико Търново. От 1 януари 2012 г. също се грижи и за енорията „Блажен Евгений Босилков“ в Габрово.
От март 2018 г. до 14 септември 2020 г. е генерален викарий на Никополската епархия. Отец Каваленов говори четири езика – италиански, полски, френски и руски, а като възпитаник на класическата гимназия владее латински и старогръцки. Той е определен от католическата епископска конференция в България за преводач на папа Франциск по време на Апостолическото му поклонничество в България от 5 до 7 май 2019 г. Отец Каваленов е участник и главен организатор на редица събития в София и Велико Търново, представящи личността и понтификата на папа Франциск, Втория Ватикански събор, енцикликите Laudato si’ (Хвала Тебе) и Pacem in terris (Мир на земята).
От юни 2020 г. отец Страхил Каваленов е председател на управителния съвет на Каритас Русе. След кончината на епископ Петко Христов на 14 септември 2020 г., той е назначен за aпостолически администратор на Никополската епархия. На 5 октомври 2020 г. монсеньор Страхил Каваленов е награден с Кръст за заслуги „Мерито Мелитенси”, който се връчва на духовни лица от Суверенния военен орден на хоспиталиерите на свети Йоан от Йерусалим, Родос и Малта.
На 20 януари 2021 г. отец Страхил Каваленов е назначен от папа Франциск за епископ на Никополската епархия. На 19 март 2021 г. в Русенската катедрала „Свети Павел от Кръста“ той е ръкоположен за никополски епископ от архиепископ Анселмо Гуидо Пекорари, в съслужие с епископ Георги Йовчев и епископ Христо Пройков.

## Награди
- „Почетен знак с лента“ на Института за изследване на обществата и знанието при БАН, през 2019 г.[9]
- Големият кръст „Pro piis meritis Melitensi“ („Мерито Мелитенси”) на Малтийския орден